# Estación de Pont de Sèvres
La estación de Pont de Sèvres (en español: puente de Sèvres) es una estación del metro de París situada en la ciudad de Boulogne-Billancourt al suroeste de la capital. Es uno de los terminales de la línea 9. Ofrece una conexión con la línea 2 del tranvía parisino.

## Historia
La estación fue inaugurada el 27 de julio de 1937. En aquel momento la llegada a Boulogne-Billancourt desde la porte de Saint Cloud supuso la primera prolongación del metro parisino fuera de los límites de la ciudad. Debe su nombre al cercano puente de Sèvres situado sobre el río Sena.

## Descripción
Se compone de tres vías y dos andenes, ordenados de la siguiente forma: v-a-v-v-a. Sigue al pie de la letra el estilo Motte: azulejos blancos biselados cubren toda la estación mientras que el color, en este caso un verde pistacho, se limita a las estructuras que iluminan la misma y a la zona de asiento. 
El taller encargado del mantenimiento de la línea 9 se encuentra también aquí.